# Estadio Nivaldo Suárez
El Estadio Nivaldo Suárez es un estadio de fútbol de Paraguay que se encuentra ubicado en la ciudad de Salto del Guairá, Departamento de Canindeyú.
El lugar está ubicado a 2 km del centro urbano de la ciudad y de la ruta PY03, en la zona conocida como "Colonia Canindeyú" cerca del río Piraity y del aeropuerto de Salto del Guairá. El predio posee una capacidad de 2000 espectadores y es propiedad del Club CEFFCA, de tercera división, además de contar con 2 canchas auxiliares para entrenamientos. En algunas ocasiones suele ser usado por otros equipos de la ciudad o para algunos eventos sociales.

## Origen del nombre
El predio recibe su nombre en honor a Nivaldo Suares (hispanizado: Nivaldo Suárez) hermano fallecido del presidente del club Wilson Suárez, quien colaboró activamente con la fundación y dirigencia del club durante sus primeros años, por lo que el estadio fue nombrado en su memoria.

## Historia
En el 2013 el club compró el predio y construyó la primera cancha. Luego en los siguientes años construyó las graderías y las demás canchas auxiliares.
En el 2017, en este predio se llevó a cabo el "Miniclásico de la Lupa", un partido anual de un conocido programa de televisión, en el cual asistieron unas 10.000 personas (la mayoría de ellos parados, debido a la reducida capacidad del estadio).